# Schefflera minutipetiolata
Schefflera minutipetiolata är en araliaväxtart som beskrevs av David Gamman Frodin. Schefflera minutipetiolata ingår i släktet Schefflera och familjen araliaväxter. Inga underarter finns listade.